# Ozarba madanda
Ozarba madanda är en fjärilsart som beskrevs av Felder 1874. Ozarba madanda ingår i släktet Ozarba och familjen nattflyn. Inga underarter finns listade i Catalogue of Life.